# Голова Донецької народної республіки
Голова Донецької Народної Республіки (рос. Глава Донецкой Народной Республики) — офіційна назва посади у самопроголошеної Донецької Народної Республіки (ДНР), розташованої на території Донецької області на сході України. Згідно з Конституцією ДНР, Голова республіки є головою держави і володіє виконавчою владою.
Так звані вибори глави Донецької народної республіки проводяться на міжнародно невизнаних Загальних виборах в Донецькій народній республіці.

## Список
| № | Портрет | Особа                | Початок                             | Кінець                    | Партія      | На посаді |
| - | ------- | -------------------- | ----------------------------------- | ------------------------- | ----------- | --------- |
| 1 |         | Денис Пушилін (1981) | (в.о.) 4 жовтня 202223 вересня 2023 | 23 вересня 2023 на посаді | Єдина Росія | 1047 днів |

| № | Портрет | Особа                            | Початок                                 | Кінець                            | Політична партія                                  | На посаді |
| - | ------- | -------------------------------- | --------------------------------------- | --------------------------------- | ------------------------------------------------- | --------- |
| 1 |         | Олександр Захарченко (1976—2018) | 4 листопада 2014                        | 31 серпня 2018†                   | Донецька республіка                               | 1395 днів |
| — |         | Дмитро Трапезніков (1981)        | 31 серпня 2018                          | 7 вересня 2018                    | Безпартійний                                      | 8 днів    |
| 2 |         | Денис Пушилін (1981)             | (в.о.) 7 вересня 2018 20 листопада 2018 | 20 листопада 2018 30 вересня 2022 | Донецька республіка (з 2014) Єдина Росія (з 2021) | 1488 днів |